# Lange Straße 3 und 4 (Hannover, Calenberger Neustadt)

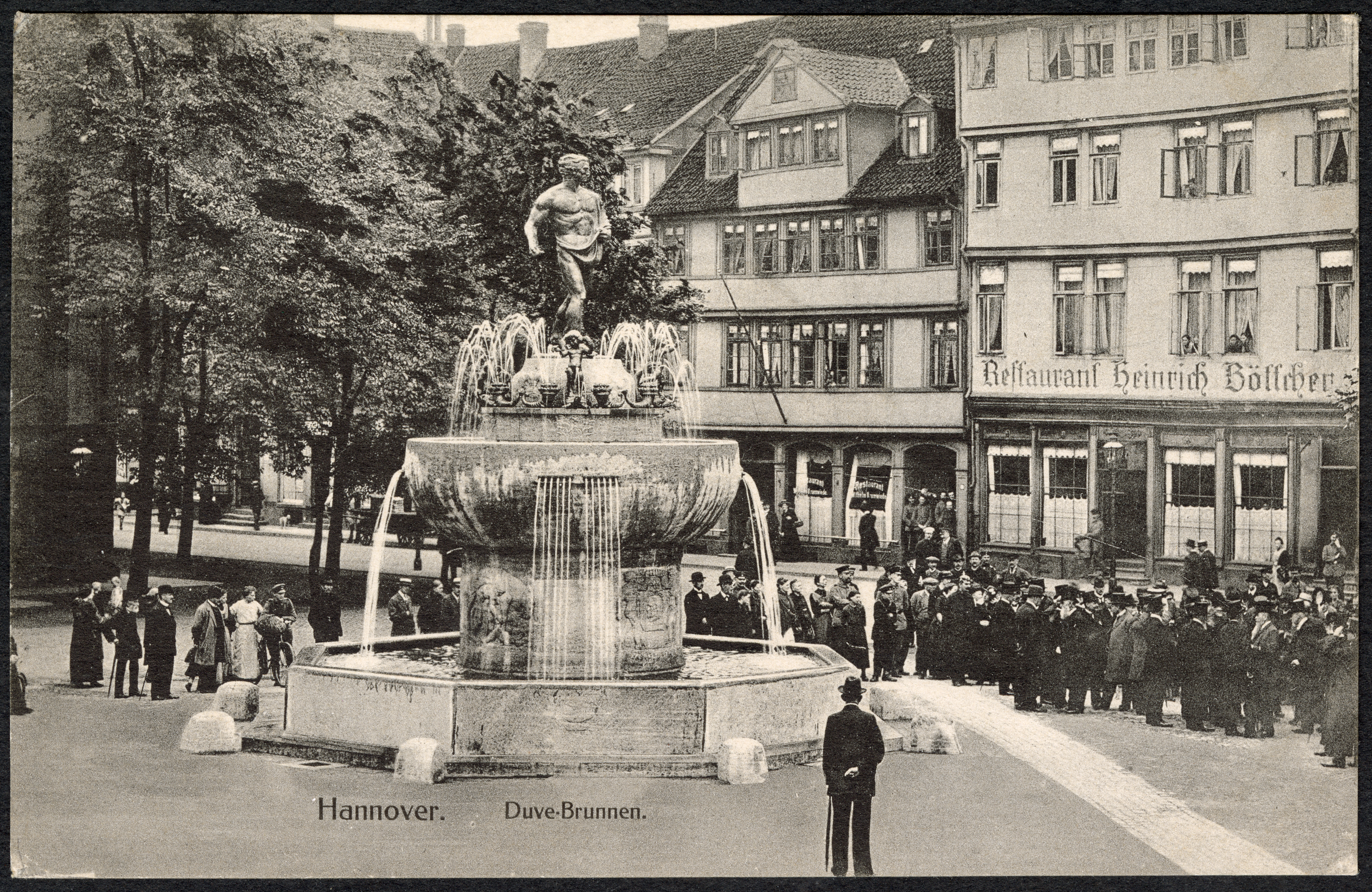
Das aus dem 17. Jahrhundert stammende Fachwerkhaus Lange Straße 3 (zweites Gebäude von rechts) mit der Aufschrift Restaurant Wilhelm Krumwiede stand Anfang der 1930er Jahre unter Denkmalschutz.

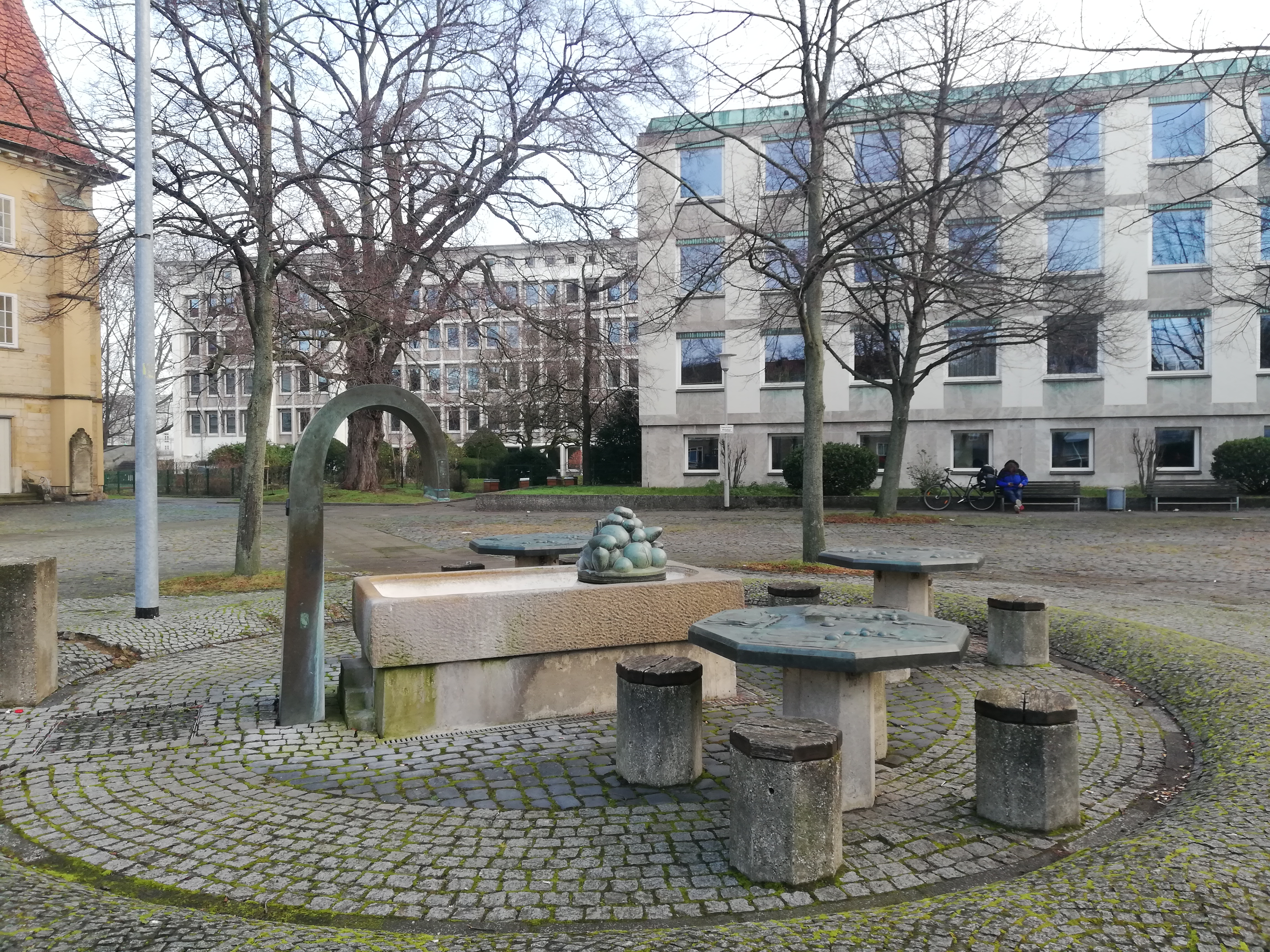
Ähnlicher Blickwinkel Anfang 2021 über den späteren Neustädter-Markt-Brunnen in Richtung des Niedersächsischen Ministeriums für Ernährung, Landwirtschaft und Verbraucherschutz

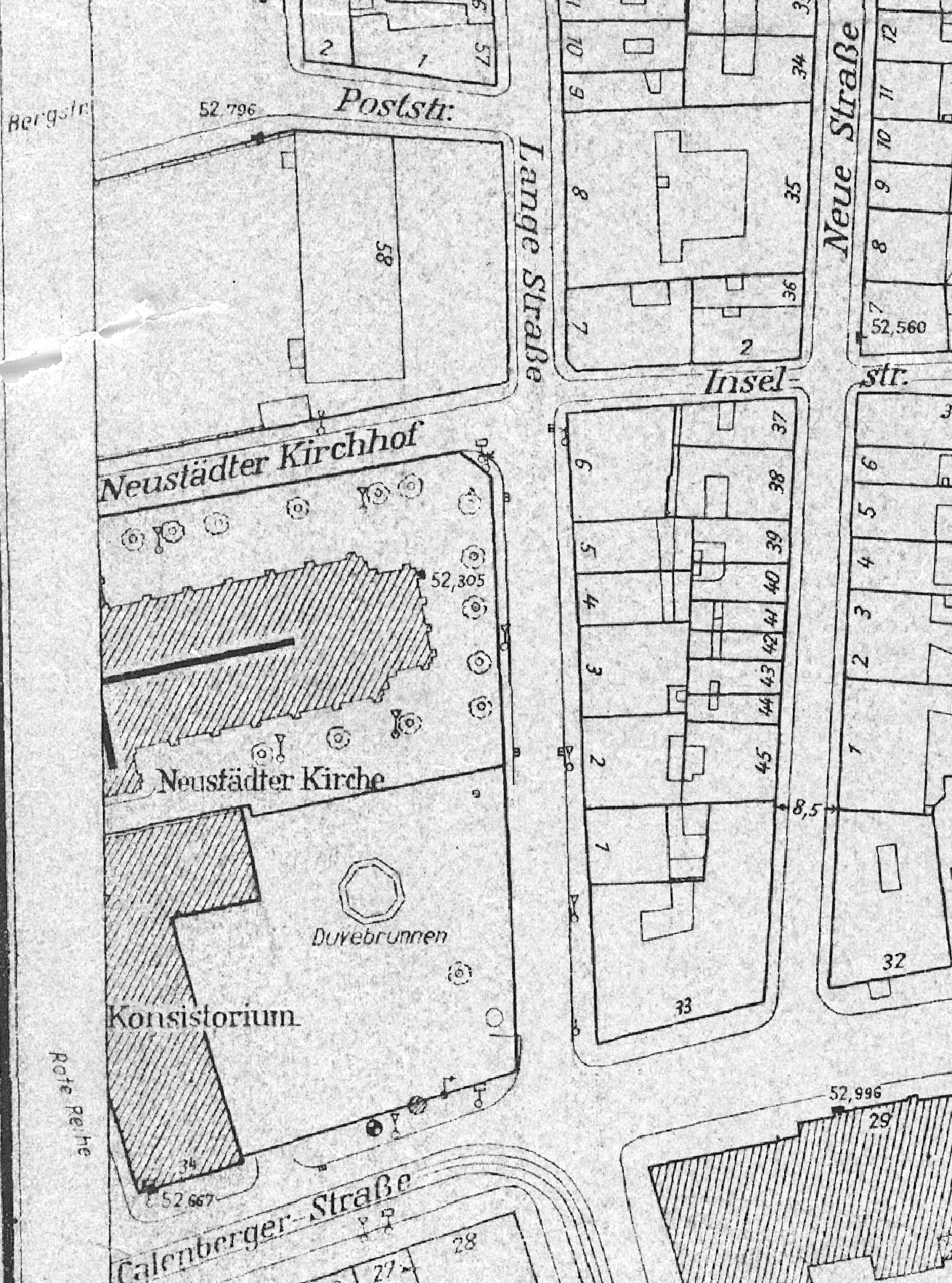
Plan der Hauptstadt Hannover in der Version vom Juni 1938: Die Umrisszeichnungen der Häuser Lange Straße 3 und 4 (rechts der Bildmitte) und der umgebenden Gebäude lassen die zumeist äußerst beengten Hinterhöfe mit ihren nur sehr kleinen Licht- und Luftschächten erkennen.

Das Haus Lange Straße 3 im Stadtteil Calenberger Neustadt von Hannover war ein denkmalgeschütztes Fachwerkhaus mutmaßlich aus der Zeit des 17. Jahrhunderts. Das Gebäude mit seinem ebenfalls denkmalgeschützten Nachbarhaus Lange Straße 4 unterschied sich von diesem vor allem durch den „Giebelpfahl auf der Erker“. Beide Häuser ähnelten dem um 1660 errichteten Nachbarhaus unter der Hausnummer 5.
Das Haus Lange Straße 3 hatte der Gastwirt Wilhelm Krumwiede in der ersten Hälfte des Jahres 1896 erworben und betrieb im Parterre – wo er auch wohnte – sein Restaurant. Die vier Wohnungen in den beiden Etagen über ihm hatte er 1916 – während des Ersten Weltkrieges – an zwei Schlosser und einen ganz oben wohnenden Arbeiter vermietet. Die Witwe Schlosser in einer der beiden Wohnungen im zweiten Stockwerk galt nach dem Tod ihres Ehemannes ebenfalls als Haushaltsvorstand.
Im Kriegsjahr 1916 wurde auf dem dem Haus gegenüberliegenden Neustädter Markt der Duve-Brunnen eingeweiht. Aus dieser Zeit stammt eine Ansichtskarte eines anonymen Fotografen, die den Brunnen vor einer Menschenmenge und dem dahinterliegenden Gebäude an der Langen Straße zeigt, das über dem Erdgeschoss den Schriftzug Restaurant Wilhelm Krumwiede trägt.
Nach den Luftangriffen auf Hannover während des Zweiten Weltkrieges wurde der gesamte Straßenzug aufgegeben und  in der Nachkriegszeit 1951 Teil des Leibnizufers.